# Sietas Typ 165
Der Typ 165 ist ein Chemikalientankertyp der Sietas-Werft in Hamburg-Neuenfelde.

## Geschichte
Es wurden zwei Einheiten des Typs im Jahr 2000 in hergestellt, die beide von der Reederei John T. Essberger geordert wurden. Die Schiffe werden seit ihrem Bau durchgehend von Essberger bereedert und werden vorwiegend in der europäischen Produktenfahrt eingesetzt. Der Typ 165 war eine etwas größere Weiterentwicklung des Sietas Typs 149, von dem die Reederei im Jahr 1992 bereits vier Einheiten erhalten hatte. Das 165er-Duo war für Essberger nach dem Bau zweier Tanker des Sietas Typs 138 im Jahr 1986 und des Typs 149 bereits der dritte Chemikalientanker-Bauauftrag für die Werft.

## Technik
Die Schiffe mit achteren Aufbauten und hoher Back verfügen über 14 Ladetanks und einen Sloptank mit einem Rauminhalt von insgesamt 5083 m³. Die größten Tanks haben einen Rauminhalt von rund 520 m³. Alle Tanks sind aus Edelstahl. Für den Ladungsumschlag sind die Schiffe mit 14 Ladepumpen ausgerüstet. Beidseitig mittschiffs ist ein Manifold mit Kran angeordnet.
Angetrieben werden die beiden Schiffe der Baureihe von einem MaK 6M43 Sechszylinder-Viertakt-Dieselmotor mit einer Leistung von rund 4750 kW, der auf einen Verstellpropeller wirkt. Die An- und Ablegemanöver werden durch ein Bugstrahlruder unterstützt.
Die eisverstärkten Rümpfe wurden in Sektionsbauweise zusammengefügt. Auffällig war die bis 2016 komplett rote Farbgebung der Schiffe, die sich auf Rumpf, Aufbauten, Decks, Masten usw. erstreckte.

## Die Schiffe
| Sietas Typ 165      | Sietas Typ 165 | Sietas Typ 165 | Sietas Typ 165                                    | Sietas Typ 165             | Sietas Typ 165 |
| Schiffsname         | Baunummer      | IMO-Nummer     | Kiellegung Stapellauf Ablieferung                 | Umbenennungen und Verbleib |                |
| ------------------- | -------------- | -------------- | ------------------------------------------------- | -------------------------- | -------------- |
| Patricia Essberger  | 1163           | 9212486        | 11. Januar 2000 1. August 2000 29. September 2000 | so 2024 in Fahrt           |                |
| Christian Essberger | 1164           | 9212498        | 11. Januar 2000 30. August 2000 9. November 2000  | so 2024 in Fahrt           |                |